# Festival Internacional de Cinema de Sant Sebastià 2020
La 68a edició del Festival Internacional de Cinema de Sant Sebastià (en basc 68. Donostiako Zinemaldia)) va tenir lloc entre el 18 i el 26 de setembre de 2020 a Sant Sebastià. La gala d'inauguració va comptar com a mestres de cerimònies Cayetana Guillén Cuervo, Eneko Sagardoy, Miren Gaztañaga i Inma Cuevas enmig de màscares, distàncies de seguretat i mesures d'higiene imposades per la pandèmia per COVID. La gala de clausura fou presentada per Edurne Ormazabal i Juan Diego Botto.

## Jurats

### Jurat de la Secció Oficial
- Luca Guadagnino  (President del Jurat)
- Joe Alwyn
- Marisa Fernández Armenteros
- Michel Franco
- Lenna Mossum

## Pel·lícules

### Secció Oficial
(15 pel·lícules a concurs)
| Títol                                           | Director               | País            |
| ----------------------------------------------- | ---------------------- | --------------- |
| Any Crybabies Around?                           | Takuma Sato            | Japó            |
| Akelarre                                        | Pablo Agüero           | Espanya         |
| Courtroom 3H (Sala del Juzgado 3H)              | Antonio Méndez Esparza | Espanya         |
| Crock of Gold: A Few Rounds with Shane MacGowan | Julien Temple          | Regne Unit      |
| In the Dusk                                     | Šarūnas Bartas         | Lituània        |
| Beginning                                       | Dea Kulumbegashvili    | Geòrgia         |
| Druk (Another Round)                            | Thomas Vinterberg      | Dinamarca       |
| Été 85 Summer of 85 (Verano del 85)             | François Ozon          | França          |
| True Mothers                                    | Naomi Kawase           | Japó            |
| Nosotros Nunca Moriremos                        | Eduardo Crespo         | Argentina       |
| Passion Simple                                  | Danielle Arbid         | França Bèlgica  |
| Supernova                                       | Harry Macqueen         | Regne Unit      |
| Wuhai                                           | Zhou Ziyang            | R.P. de la Xina |

### Horizontes Latinos
| Títol                               | Director                                                         | País      |
| ----------------------------------- | ---------------------------------------------------------------- | --------- |
| El profugo                          | Natalia Meta                                                     | Argentina |
| Edición ilimitada                   | Edgardo Cozarinsky, Santiago Loza, Virginia Cosin & Romina Paula | Argentina |
| La veronica                         | Leonardo Medel                                                   | Xile      |
| Las mil y una                       | Clarisa Navas                                                    | Argentina |
| Mamá, mamá, mamá                    | Sol Berruezo Pichon-Riviere                                      | Argentina |
| Selva Trágica                       | Yulene Olaizola                                                  | Mèxic     |
| Sin señas particulares              | Fernanda Valadez                                                 | Mèxic     |
| Todos os mortos (All the dead ones) | Caetano Gotardo & Marco Dutra                                    | Brasil    |
| Visión nocturna                     | Carolina Moscoso                                                 | Xile      |

### Perlak
| Títol                                       | Director             | País            |
| ------------------------------------------- | -------------------- | --------------- |
| Wife of a Spy                               | Kiyoshi Kurosawa     | Japó            |
| The World to Come                           | Mona Fastvold        | Estats Units    |
| ADN                                         | Maiwenn              | França          |
| El agente topo                              | Maite Alberdi        | Xile            |
| Herself                                     | Phyllida Lloyd       | Regne Unit      |
| Miss Marx                                   | Susanna Nicchiarelli | Itàlia, Bèlgica |
| Moving On (Hermanos en una noche de verano) | Yoon Dan-Bi          | Corea del Sud   |
| Never Rarely Sometimes Always               | Eliza Hittman        | Estats Units    |
| Nomadland                                   | Chloé Zao            | Estats Units    |
| Nuevo orden                                 | Michel Franco        | Mèxic           |
| The Father                                  | Florian Zeller       | Regne Unit      |

## Palmarès[5]

### Premis oficials
- Conquilla d'Or: Beginning de Dea Kulumbegashvili
- Premi especial del jurat: Crock of Gold: A Few Rounds with Shane MacGowan de Julien Temple
- Conquilla de Plata al millor director : Dea Kulumbegashvili per Beginning
- Conquilla de Plata al millor actor : Mads Mikkelsen, Thomas Bo Larsen, Lars Ranthe i Magnus Millang per Druk
- Conquilla de Plata a la millor actriu : Ia Sukhitashvili per Beginning
- Premi del jurat a la millor fotografia : Yuta Tsukinaga per Any Crybabies Around?
- Premi del jurat al millor guió : Dea Kulumbegashvili per Beginning
- Premi Kutxa - Nous Directors : La última primavera d'Isabel Lamberti
- Premi Horitzonts: Sin señas particulares de Fernanda Valadez

### Premi Donostia
- Viggo Mortensen